# Cisticola rufus
El cistícola rojizo (Cisticola rufus) es una especie de ave paseriforme de la familia Cisticolidae propia de África occidental. 

## Distribución y hábitat
Se encuentra en Burkina Faso, Camerún, Chad, Gambia, Ghana, Guinea, Malí, Nigeria, Senegal, República Centroafricana, Sierra Leona y Togo. Su hábitat natural son los matorrales secos tropicales y los herbazales de tierras bajas tropicales. No está amenazado.